# Thevenetimyia quedenfeldti
Thevenetimyia quedenfeldti är en tvåvingeart som först beskrevs av Engel 1885.  Thevenetimyia quedenfeldti ingår i släktet Thevenetimyia och familjen svävflugor. Inga underarter finns listade i Catalogue of Life.